# Fabryka Ludwika Grohmana
Fabryka Ludwika Grohmana – zabytkowy budynek fabryczny "Towarzystwa Akcyjnego Zakładów Przemysłowych Ludwika Grohmana", powstały w 1899 roku, przy ul. ks. bp. Wincentego Tymienieckiego 22/24, na Księżym Młynie w Łodzi jako jeden z najważniejszych obiektów "Imperium Rodziny Grohmanów". 
W latach 2011–2013 poddany kompleksowej rewitalizacji ze zmianą funkcji na biurowo-wystawową. Obecnie pełni rolę głównej siedziby Łódzkiej Specjalnej Strefy Ekonomicznej.

## Historia budynku i kompleksu
Budynek został zbudowany w roku 1889 w stylu neogotyckim, na terenie dawnego posiadła na rzece Lamus, będącego od lat 40. XIX wieku własnością Rodziny Grohmanów, zaraz obok miejsca ulokowania ich starej przędzalni. Był to jednocześnie rok, w którym zmarł jego inwestor. 
Po jego śmierci całość przemysłowego imperium przejął jego syn, Henryk, rozwijając kompleks o zabytkową bramę, nazywaną dziś Beczkami Grohmana, przędzalnię cienkoprzędną, umiejscowioną na skrzyżowaniu ulicy Tymienieckiego i Magazynowej, oraz własną renesansową willę. Od 1921 do 1945 roku właścicielem fabryki były Zjednoczone Zakłady Włókiennicze K. Scheiblera i L. Grohmana SA w Łodzi.
W 2011 roku podjęto się rewitalizacji budynku na zlecenie obecnego właściciela — Łódzkiej Specjalnej Strefy Ekonomicznej. Po modernizacji i zmianie funkcji budynku budynek stał się główną siedzibą ŁSSE. Przebudowa pochłonęła 20 milionów złotych, przy wykorzystaniu 64 tysięcy nowych cegieł, 300 ciężarówek betonu, ponad 300 ton stali i 40 tysięcy metrów kabli elektrycznych.